# Silvia Venegas
Silvia Venegas (Santa Marta, provincia de Badajoz, 1982) es una directora, productora y guionista española. Es académica de la Academia de Cine Europeo, y ha recibido diversos reconocimientos por su trayectoria realizando documentales, incluyendo el Premio Goya en 2014.  

## Educación e inicios
Tras estudiar Historia en la Universidad de las Islas Baleares, Periodismo en la Universidad Carlos III, y Comunicación Audiovisual en la Universidad Antonio de Nebrija, Venegas fundó en 2007 Noestamosdepaso, una asociación sin ánimo de lucro, para realizar documentales de sensibilización social, por ejemplo tras las catástrofes humanitarias cuando los políticos y medios de comunicación pierden el interés tras una fase inicial. En 2010 fundó la productora Making DOC junto a Juan Antonio Moreno.

## Obra
Venegas se ha especializado en el género documental de sensibilización social, y entre sus producciones más destacadas se incluyen “Kafana (¡Basta ya!)” (2016), sobre el pueblo saharaui; “Boxing for Freedom” (2015), sobre unas jóvenes boxeadoras afganas; “Arte por prescripción” (2015), sobre enfermos de Alzheimer y Corea de Huntington; y “Los hijos de Mama Wata” (2010), sobre la posguerra en Sierra Leona. Además, ha producido “Palabras de Caramelo” (2016), sobre un niño sordo en un campo de refugiados; “Walls (Si estas paredes hablasen)” (2014), sobre una pareja de ancianos que vive en Budapest; y “La vida más allá de la batalla” (2011), sobre la cara oculta de la guerra en Afganistán.

## Reconocimientos
Venegas es académica de la Academia de Cine Europeo. Ha recibido múltiples reconocimientos en festivales y premios, destacando el Goya en 2014 por Walls.
- “Boxing for Freedom” (2015), seleccionado para los Premios de Cine Europeo (EFA) 2015 en la categoría de Mejor Documental Europeo; Mejor Película en el Festival Picknic; Mejor Documental Nacional en el Festival de Cine de Zaragoza; Mejor Largometraje en el Festival Internacional de Cine Documental Extremadoc 2015; Mención Especial en el Festival Ibérico de Cine Invisible de Bilbao.
- “Walls (Si estas paredes hablasen)” (2014), Premio Goya al Mejor Cortometraje Documental.